# Egentliga hjortar
Egentliga hjortar (Cervinae) är en underfamilj till familjen hjortdjur (Cervidae). De egentliga hjortarna består av flera släkten och omfattar arter som dovhjort, kronhjort, sikahjort och wapitihjort. Egentliga hjortar är vad som oftast avses med hjort och hjortar i tal och skrift.
Släktnamnet för typsläktet Cervus är latin och betyder hjort.

## Systematik
Arter i släktena Przewalskium, Rucervus och Rusa räknades tidigare till släktet Cervus. Enligt en genetisk undersökning som utfördes av Emerson och Tate och som offentliggjordes i verket A genetic analysis of evolutionary relationships among deer är släktet Cervus parafyletiskt. Forskarna skriver att sambarhjorten är närmare släkt med dovhjorten och arterna i släktet Axis än med andra hjortar. Kronhjort, sikahjort och davidshjort sammanförs i en gemensam klad. Listan som visas här har Wilson & Reeder 2005 som referens:
Släkte Axis
- axishjort (Axis axis)
- svinhjort (Axis porcinus)
- baweanhjort (Axis kuhlii)
- calamianhjort (Axis calamianensis)

Släkte Cervus
- kronhjort (Cervus elaphus)
- sikahjort (Cervus nippon)
- wapitihjort (Cervus canadensis)

Släkte Dama
- dovhjort (Dama dama) - ibland räknas underarten irakisk dovhjort som självständig art

Släkte Elaphurus
- davidshjort (Elaphurus davidianus)

Släkte Przewalskium
- vitläppad hjort (Przewalskium albirostris)

Släkte Rucervus
- barasingha (Rucervus duvaucelii)
- lyrhjort (Rucervus eldii)
- Rucervus schomburgki (utdöd 1938)

Släkte Rusa
- alfreds hjort Rusa alfredi
- Rusa marianna
- Rusa timorensis
- sambarhjort (Rusa unicolor)